# Dance like We're Making Love
Dance like We're Making Love è un singolo della cantante statunitense Ciara, pubblicato nel 2015 ed estratto dall'album Jackie.

## Tracce
- Download digitale

1. Dance like We're Making Love - 4:19

## Video
Il video musicale della canzone è stato diretto da Dave Meyers.